# Ordre de bataille confédéré de Trevilian Station
Les unités et commandants suivants ont combattu lors de la bataille de Trevilian Station pendant la guerre de Sécession dans les rangs confédérés. L'ordre de bataille unioniste est indiqué séparément. L'ordre de bataille est construit à partir de l'organisation du corps au cours de la bataille et des déclarations des victimes et des rapports.

## Abréviations utilisées

### Grade militaire
- Major général
- Brigadier général
- Colonel
- Lieutenant-colonel
- Commandant
- Capitaine
- Premier lieutenant

### Autre
- (b) = blessé
- mb = mortellement blessé
- † = tué au combat
- (PDG) = capturé

## Armée de Virginie du Nord

### Corps de cavalerie
Major général Wade Hampton
| Division                                            | Brigade                                                                            | Régiments et autres |
| --------------------------------------------------- | ---------------------------------------------------------------------------------- | --- |
| Division de Hampton Major général Wade Hampton      | Brigade de Young Colonel Gilbert J. Wright                                         | - 7th Georgia(p164) : Lieutenant-colonel Joseph L. McAllister (†), Commandant Edward C. Anderson, Jr. (b) & (PDG), Commandant John N. Davies - Cobb's (Georgia) Legion : Lieutenant-colonel Barrington S. King (b) - Phillips (Georgia) Legion : Lieutenant-colonel William W. Rich - 20th Georgia Battalion : Lieutenant-colonel Samuel B. Spencer - Jeff Davis (Mississippi) Legion : Lieutenant-colonel Joseph F. Waring |
| Division de Hampton Major général Wade Hampton      | Brigade de Rosser Brigadier général Thomas L. Rosser (b) Colonel Richard H. Dulany | - 7th Virginia : Colonel Richard H. Dulany - 11th Virginia : Colonel Oliver R. Funsten - 12th Virginia : Lieutenant-colonel Thomas B. Massie - 35th Virginia Battalion : Lieutenant-colonel Elijah V. White |
| Division de Hampton Major général Wade Hampton      | Brigade de Butler Brigadier général Matthew C. Butler                              | - 4th South Carolina : Colonel B. Huger Rutledge - 5th South Carolina : Commandant Joseph H. Morgan - 6th South Carolina : Colonel Hugh K. Aiken (b), Commandant Thomas B. Ferguson |
| Division de Fitzhugh Lee Major général Fitzhugh Lee | Brigade de Wickham Brigadier général Williams C. Wickham                           | - 1st Virginia : Lieutenant-colonel William A. Morgan - 2nd Virginia : Colonel Thomas T. Munford - 3rd Virginia: Colonel Thomas H. Owen - 4th Virginia: Colonel William B. Wooldridge |
| Division de Fitzhugh Lee Major général Fitzhugh Lee | Brigade de Lomax Brigadier général Lunsford L. Lomax                               | - 5th Virginia : Capitaine Ruben Boston - 6th Virginia : Colonel John S. Green - 15th Virginia : Colonel Charles R. Collins |
| Commandement indépendant                            | Maryland Line (détachement)                                                        | - 1st Maryland Battalion : Colonel Bradley T. Johnson - Artillerie légère de Baltimore : Premier lieutenant John R. McNulty |
| Artillerie montée Commandant R. Preston Chew        | Bataillon de Breathed Commandant James Breathed                                    | - Batterie de Hart (Caroline du Sud) : Capitaine James Hart - Batterie de Thomson (Virginie) : Premier lieutenant James W. Thomson - Batterie de Shoemaker (Virginie) : Capitaine John J. Shoemaker - Batterie de Johnston (Virginie) : Capitaine Phillip P. Johnston |